# Pseudachorutes boerneri
Pseudachorutes boerneri is een springstaartensoort uit de familie van de Neanuridae. De wetenschappelijke naam van de soort is voor het eerst geldig gepubliceerd in 1902 door Schoett.